# Monte Meqqutoqqat

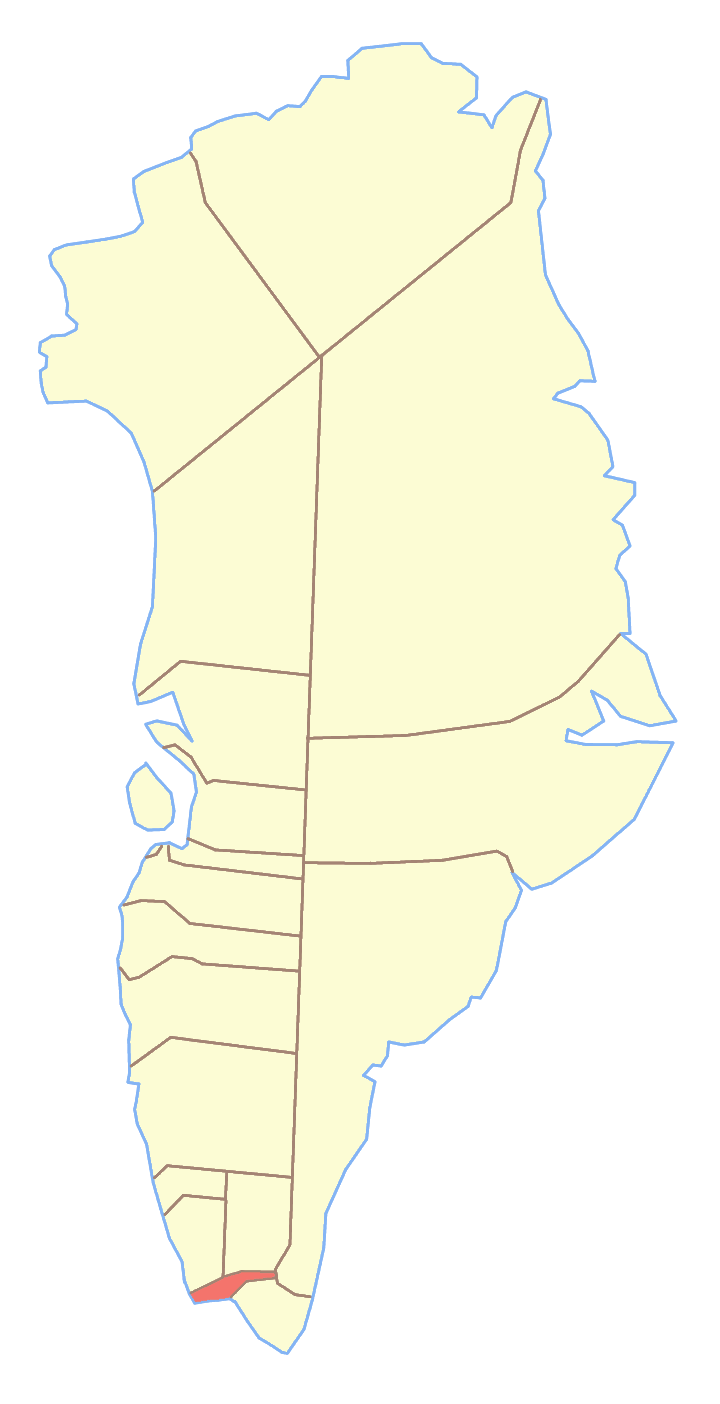
Ex comune di Qaqortoq, dove si trovava in parte il Monte Meqqutoqqat

Il monte Meqqutoqqat (groenlandese: Meqqutoqqat Qaqqaa) è una montagna della Groenlandia di 884 m. Si trova a 60°53'N 45°38'O; appartiene al comune di Kujalleq.